# Майори
Майори (на италиански: Maiori) е град и община в Южна Италия.

## География
Майори е морски курортен град в област (регион) Кампания на провинция Салерно. Разположен е на северния бряг на Салернския залив. Той е град от Амалфийското крайбрежие. На около 10 км в източна посока се намира провинциалния център Салерно. На около 50 км на северозапад е град Неапол. На около 3 км след Майори в западна посока е друг живописен морски курортен град Равело. На изток на около 3 км до Майори е град Четара, а на около 10 км след Майори е град Виетри сул Маре, също морски курорти. Население 5663 жители към 1 април 2009 г.

## История
През 9 век Майори е в състава на република Амалфи. През 1662 г. получава статут на град.

## Архитектурни забележителности
- Църквата „Сан Франческо“, построена през 1405 г.
- Дворецът „Мецакапо“
- Дворецът „Сан Никола де Торо-Плано“, построен през 15 век.
- Църквата „Сан Джакомо“
- Колежът „Сан Мария а Маре“, построен през 1204 г.
- Църквата „Сан Мария дел Кармине“

## Икономика
Главен отрасъл в икономиката на Майори е морският туризъм.

## Събития
Тук през 1948 г. италианският кинорежисьор Роберто Роселини снима епизоди от филма „Любовта“ с Ана Маняни.

## Личности свързани с Майори
- Роберто Роселини (1906-1977), кинорежисьор, снимал 4 филма в Майори

## Фотогалерия
- Източната част на Майори с крайбрежието
- Дворецът „Мецакапо“
- Дворецът „Сан Никола де Торо-Плано“
- Колежът „Сан Мария а Маре“
- Църквата „Сан Джакомо“